# Hradešice

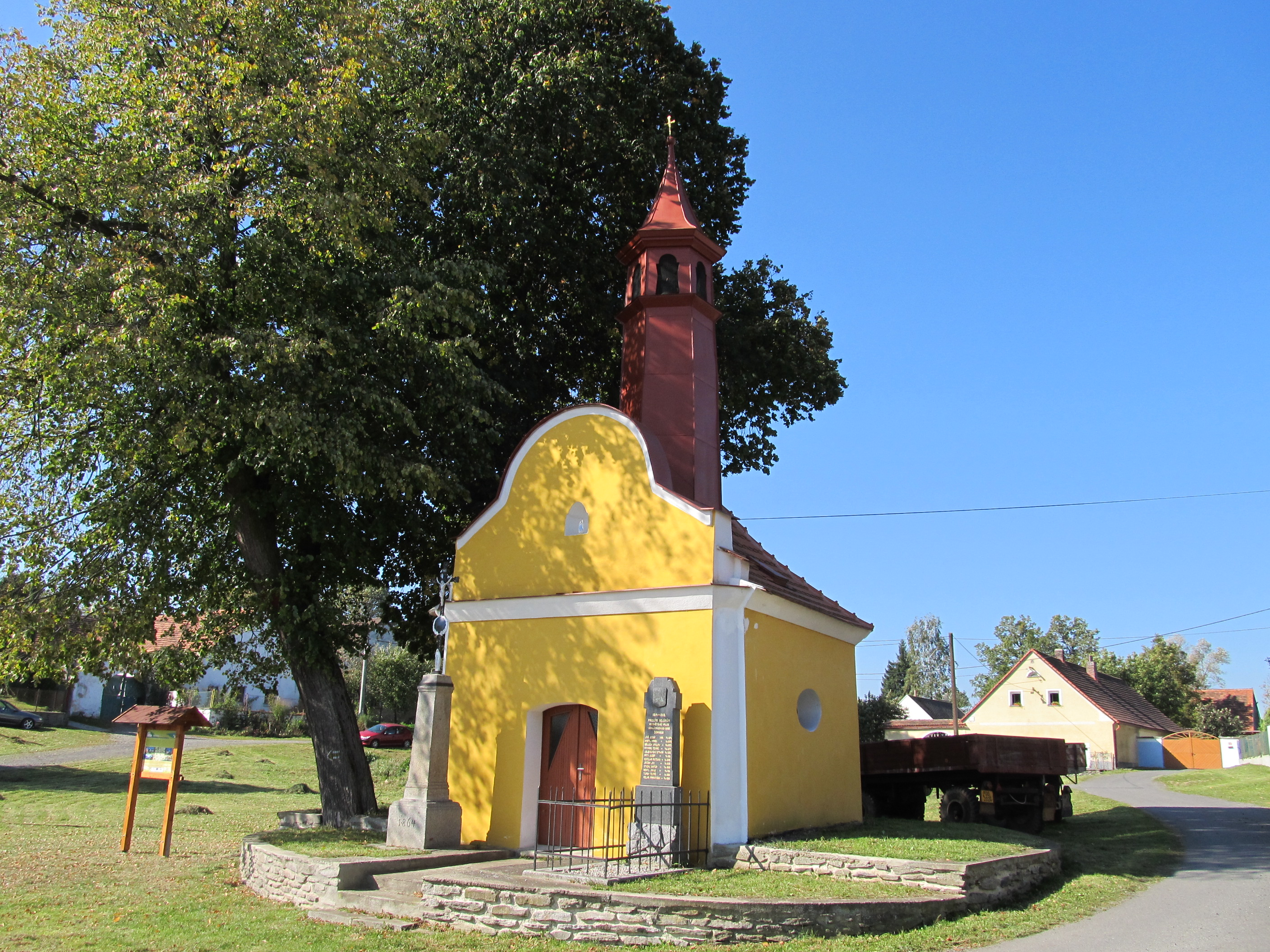
Kapelle des hl. Martin in Černíč

Hradešice (deutsch Radeschitz, früher Hradeschitz) ist eine Gemeinde in Tschechien. Sie liegt acht Kilometer westlich von Horažďovice und gehört zum Okres Klatovy.

## Geographie
Hradešice befindet sich auf einer Hochfläche in der Nepomucká vrchovina (Nepomuker Bergland). Das Dorf liegt in der Quellmulde des Baches Hradešický potok. Im Norden erhebt sich die Hradešice (Radoschitz; 489 m), nordöstlich der Slavník (627 m) und die Radina (534 m), im Osten der Prácheň (504 m), südöstlich die Hora (544 m) und der Plešovec (542 m), im Süden der Pahorek (544 m), der Zlačín (568 m), der Džbán bzw. Čbány (618 m) und der Ovčacký vrch (539 m), südwestlich der Žebráček (599 m), im Westen die Černava (563 m) sowie nordwestlich die Prašivice (575 m). Gegen Norden liegt der Teich Smrkovec, nordöstlich der Břežanský velký rybník. Südlich erstreckt sich der Naturpark Buděticko. Durch Hradešice verläuft die Staatsstraße I/22 zwischen Klatovy und Horažďovice.
Nachbarorte sind Těchonice und Smrkovec im Norden, Břežany, Jetenovice, Bažantnice, Třebomyslice und Babín im Nordosten, Malý Bor, Horažďovice und Týnec im Osten, Hliněný Újezd, Velké Hydčice, Hejná und Bojanovice im Südosten, Rabí, Vlkonice und Černíč im Süden, Čejkovy, Miřenice, Na Bahně und Sedlečko im Südosten, Červený Mlýn, Krutěnice, Ústaleč, Letovy, Bažantnice und Nalžovské Hory im Westen sowie U svatého Antonína, Velenovy und Zahrádka im Nordwesten.

## Geschichte
Erstmals erwähnt wurde Hradešice im Jahre 1360, als die Herren Janowsky von Janowitz das Patronat über die Kirche ausübten. Später gehörte das Dorf zur Herrschaft Raby.
Nach 1595 kaufte der Besitzer der Herrschaft Elischau, Friedrich Švihovský von Riesenberg, die umliegenden Güter, darunter auch Hradešice, auf. Während des Ständeaufstandes wurde Friedrich Švihovský von Riesenberg 1618 in das Ständedirektorium gewählt; nach der Schlacht am Weißen Berg blieb er von jeglicher Strafe verschont. Sein Sohn, der Hauptmann des Prachiner Kreises und Vorsitzende des Obersten Gerichts des Königreiches Böhmen, Ferdinand Švihovský von Riesenberg erbte 1635 eine bislang vom Krieg verschonte und prosperierende Herrschaft. Danach erreichte der Dreißigjährige Krieg auch diese Gegend. Zum Ende des 17. Jahrhunderts wurde an einer angeblich heilkräftigen Quelle in Hradešice ein Badehaus eröffnet, das jedoch wenig Gäste anzog und bald wieder geschlossen wurde. Ferdinands verschwenderischer Sohn Jaroslav Švihovský von Riesenberg musste die Herrschaft Elischau schließlich zu Beginn des 18. Jahrhunderts an seine Gläubiger abtreten. 1716 verkaufte die Familie Popowsky von Scharfenbach die Herrschaft an Norbert Graf von Pötting und Persing. Ihm folgte Wenzel Maria Josef von Pötting und Persing. Im Jahre 1769 erwarb Franz Xaver Graf Taaffe († 1803) die Herrschaft. Der kinderlose Dragonerobrist überschrieb die Herrschaft 1797 seinem Neffen Rudolf Graf Taaffe. Diesem folgte sein Sohn Ludwig Graf Taaffe. Im Jahre 1808 wurde der Abschnitt Mochtín–Horažďowitz der Aerarstraße von Taus über Klattau nach Wittingau fertiggestellt.
Im Jahre 1838 bestand Hradeschitz / Hradessice aus 53 Häusern mit 338 Einwohnern, eines der Häuser gehörte zur Herrschaft Horažďowitz. Unter dem Patronat der Obrigkeit standen die Pfarrkirche Verklärung Christi, die Pfarrei und die Schule. Außerdem gab es im Ort ein Wirtshaus. Abseits lagen die Rote Mühle (Červený Mlýn) am Roten Teich sowie die öffentliche Kapelle des hl. Antonius von Padua mit einem daneben gestandenen Hegerhaus. Hradeschitz war Pfarrort für Černetz und Smrkowetz sowie die Kapelle St. Anton. Bis zur Mitte des 19. Jahrhunderts blieb Hradeschitz zum Allodialgut Elischau samt Zamlekau untertänig.
Nach der Aufhebung der Patrimonialherrschaften bildete Hradešice/Hradeschitz ab 1850 mit dem Ortsteil Smrkovec eine Gemeinde im Gerichtsbezirk Horažďowitz. Ab 1868 gehörte Hradešice zum Bezirk Strakonitz. Smrkovec löste sich 1880 von Hradešice los und bildete eine eigene Gemeinde. Der Metzger und Besitzer des Gasthauses „U Panušků“ Karel Panuška begann 1880 als erster in Böhmen mit der Herstellung von Ungarischer Salami. Im Juli 1920 wurde die Buslinie Klatovy – Horažďovice aufgenommen. Ab 1949 gehörte Hradešice zum Okres Horažďovice. Der südöstlich von Hradešice gelegene Hof Záhorský Dvůr (Oldenburg) wurde in der zweiten Hälfte des 20. Jahrhunderts abgerissen. Nach der Aufhebung des Okres Horažďovice wurde die Gemeinde 1960 dem Okres Klatovy zugeordnet. 1961 wurden Černíč und Smrkovec eingemeindet.
Der Ortskern von Hradešice hat sich die Siedlungsform eines Rundlings erhalten und wurde 1995 zum dörflichen Denkmalschutzgebiet erklärt.

## Gemeindegliederung
Die Gemeinde Hradešice besteht aus den Ortsteilen und Katastralbezirken Černíč (Tschernitsch, früher Černetz), Hradešice (Radeschitz) und Smrkovec (Smrkowetz, 1939–1945: Fichtich). Zu Hradešice gehört außerdem die Einschicht U svatého Antonína (St. Anton).

## Sehenswürdigkeiten
- Kirche Verklärung Christi, am nördlichen Ortsrand von Hradešice. Sie ist seit 1360 nachweislich. In der Mitte des 18. Jahrhunderts erfolgte eine barocke Umgestaltung. Später erfolgte der Anbau des neoromanischen Turmes an der Westfront und der Sakristei an der Nordseite. Im Innern befindet sich eine Grablege der Herren Švihovský von Riesenberg aus figuralem Marmor; sie wurde 1625 für Johanna Švihovský von Riesenberg geschaffen, später wurde dort auch ihr Mann Friedrich und 1658 deren Sohn Friedrich Wenzel Švihovský von Riesenberg, der der Kirche die Orgel und die Glocke gestiftet hatte, beigesetzt. Außerdem steht in der Kirche ein großes hölzernes Taufbecken aus der Zeit um 1730. Der Kreuzweg wurde Ende des 18. Jahrhunderts geschaffen.
- Ehemalige Wallfahrtskapelle des hl. Antonius von Padua in U svatého Antonína. Die Entstehungszeit der an der Budweiser Straße gelegenen Kapelle ist unbekannt, unterhalten wurde sie von Eremiten. Erstmals erwähnt wurde die Kapelle 1787 anlässlich ihrer Aufhebung und der Schließung der Eremitage. 1793 ließ Franz Xaver von Taaffe die Kapelle wieder herrichten und weihen. Im Jahre 1809 ließ die Familie Taaffe an die Kapelle eine neogotische Familiengrabstätte anbauen.
- Kapelle des hl. Johannes von Nepomuk auf dem Dorfplatz von Hradešice, geweiht 1882
- Denkmal für die Gefallenen des Ersten Weltkrieges, auf dem Dorfplatz von Hradešice
- Barockes Pfarrhaus an der Nordseite des Dorfplatzes von Hradešice, es wurde 1903 erneuert. Heute dient es als Domizil des Gemeindeamtes und der Bücherei.
- Gezimmertes Haus „U Císařů“ (Nr. 14) am Dorfplatz von Hradešice
- 400-jährige Eiche neben der Kapelle in U svatého Antonína
- Kapelle des hl. Martin in Černíč, erbaut in der 1. Hälfte des 19. Jahrhunderts
- Kapelle Johannes des Täufers in Smrkovec